# Jasmin Mešanović
Jasmin Mešanović (Tuzla, 1992. január 6. –) bosnyák válogatott labdarúgó, a Kisvárda játékosa.

## Pályafutása

### Klubcsapatokban
Mešanović a bosznia-hercegovinai Sloboda Tuzla csapatánál kezdte labdarúgó-pályafutását. A 2014-2015-ös idényben a horvát élvonalbeli NK Osijek játékosa volt. 2016-ban és 2017-ben bosznia-hercegovinai bajnok lett a Zrinjski Mostar csapatával. 2017-ben a szlovén NK Maribor szerződtette, mellyel szerepelt a Bajnokok Ligája csoportkörében, valamint 2019-ben szlovén bajnok lett. 2021 júliusában szerződtette őt a Kisvárda FC csapata.
2022. július 28-án a labdarúgó Európa-konferencialiga 2. selejtezőkörében győztes gólt fejelt a kazah Kajrat Almati ellen 1–0-ra megnyert hazai mérkőzésén.

### A válogatottban
Többszörös bosnyák utánpótlás-válogatott. 2011-ben egy alkalommal szerepelt a felnőtt válogatottban.

#### Mérkőzései a bosnyák válogatottban
| #  | Dátum              | Ellenfél      | Eredmény | Kiírás              | Esemény |
| -- | ------------------ | ------------- | -------- | ------------------- | ------- |
| 1. | 2011. december 16. | Lengyelország | 0 – 1    | barátságos mérkőzés | 67'     |

## Sikerei, díjai

### Klubcsapatokban
Zrinjski Mostar
- Bosznia-hercegovinai első osztály (2): 2015–16, 2016–17

 NK Maribor
- Szlovén első osztály (1): 2018–19

 FK Sarajevo
- Bosznia-hercegovinai labdarúgókupa (1): 2021

 Kisvárda
- Magyar labdarúgó-bajnokság ezüstérmes (1): 2021–22
- NB II bajnok (1): 2024–25